# Smilde
Smilde è una località e un'ex-municipalità dei Paesi Bassi situata nella provincia di Drenthe. Soppressa il 1º gennaio 1998, il suo territorio, è andato a costituire, insieme a parte dei territori delle ex-municipalità di Beilen, Ruinen, Westerbork e Zweeloo la municipalità di Middenveld.